# Уилсон, Ричард (актёр)
Ри́чард Уи́лсон, OBE (англ. Richard Wilson, урожд. Иэ́н Ка́рмайкл Уилсон (англ. Ian Carmichael Wilson), род. 9 июля 1936, Гринок) — шотландский актёр, режиссёр. Он известен своими ролями в телесериалах «Одной ногой в могиле» (Виктор Мелдрю) и «Мерлин» (Гаюс).

## Биография
Ричард Уилсон родился 9 июля 1936 года в Гриноке, Шотландия. Он служил в Медицинском корпусе Королевской Армии. В возрасте 27 лет Уилсон увлёкся актёрским мастерством, обучался в Королевской академии драматического искусства.
В 1994 году он стал офицером Ордена Британской империи.

## Личная жизнь
Уилсон является геем, о чём сообщил в марте 2013 года.

## Фильмография

### Кино
| Год  | Название на русском                | Название на английском          | Роль                   | Примечания |
| ---- | ---------------------------------- | ------------------------------- | ---------------------- | ---------- |
| 1989 | Сухой белый сезон                  | A Dry White Season              | Клоэте                 |            |
| 1984 | Поездка в Индию                    | A Passage to India              | Туртон                 |            |
| 1992 | Колумб, за работу!                 | Carry on Columbus               | Дон Хуан Фелипе        |            |
| 1989 | Как преуспеть в рекламе            | How to Get Ahead in Advertising | Джон Бристол           |            |
| 1987 | Навострите ваши уши                | Prick Up Your Ears              | психиатр               |            |
| 1993 |                                    | Soft Top Hard Shoulder          | дядя Сальвоторе        |            |
| 1997 | Человек, который знал слишком мало | The Man Who Knew Too Little     | сэр Роджер Даггенхёрст |            |
| 1999 | Женские сплетни                    | Women Talking Dirty             | Рональд                |            |

### Телевидение
| Год       | Название на русском                     | Название на английском                | Роль              | Примечания                          |
| --------- | --------------------------------------- | ------------------------------------- | ----------------- | ----------------------------------- |
| 1965      | Ромео и Джульета                        | Romeo and Juliet                      | Айан Уилсон       |                                     |
| 1965      |                                         | Dr. Finlay's Casebook                 | Мэйсон            |                                     |
| 1967      | Опасный человек                         | Danger Man                            | Кинг              |                                     |
| 1973      | У некоторых мам рождаются и такие детки | Some Mothers Do 'Ave 'Em              | мистер Харрис     |                                     |
| 1984      | Шерлок Холмс                            | Sherlock Holmes                       | Дункан Росс       |                                     |
| 1990-2000 | Одной ногой в могиле                    | One Foot in the Grave                 | Виктор Мелдрю     |                                     |
| 1992      | Питер Пуш                               | The World of Peter Rabbit and Friends | Мистер Макгрегор  |                                     |
| 2005      | Доктор Кто                              | Doctor Who                            | доктор Константин | «Пустой ребёнок» и «Доктор танцует» |
| 2005      | Демоны                                  | Demons                                | отец Симеон       |                                     |
| 2008-2012 | Мерлин                                  | Merlin                                | Гаюс              | 65 эпизодов                         |
| 2021      | Миссия «Аметист»                        |                                       | Уильям Миллз      | Российский телесериал               |